# Ciwuni
Ciwuni is een bestuurslaag in het regentschap Cilacap van de provincie Midden-Java, Indonesië. Ciwuni telt 3502 inwoners (volkstelling 2010).